# Per Olov Enquist
Per Olov Enquist, även känd som P.O. Enquist, född 23 september 1934 i Sjön, Hjoggböle i Bureå församling i Västerbotten, död 25 april 2020 i Vaxholms distrikt, var en svensk författare, dramatiker och regissör.

## Biografi
Per Olov Enquist växte upp som enda barn med sin mor, då hans far småbrukaren Elof Enqvist (1903–1935) dog tidigt.  Modern, folkskolläraren Maja Enqvist, född Lindgren (1903–1992), var djupt troende och engagerad i Evangeliska Fosterlandsstiftelsen. Om sin barndom skrev Enquist 2007: "Är man född djupt inne i en skog är träd och mark trygghet. Jag hade inga lekkamrater, men en stor skog helt för mig själv, det skapade min starka och obrottsliga karaktär. Jag var inte ensam. Jag hade tallarna".
I mitten av 1950-talet var Enquist aktiv inom friidrotten och hade stora förväntningar på sig som höjdhoppare; han hoppade 1,97 m. Han studerade bland annat litteraturhistoria vid Uppsala universitet och blev där vän med den blivande författaren Lars Gustavsson och litteraturvetaren Lars Lönnroth. Efter filosofisk ämbetsexamen 1960 var Enquist verksam som kulturkritiker vid Svenska Dagbladet och Expressen. I början av 1970-talet var han programledare för TV-programmet Kvällsöppet. Åren 1970–1971 bodde han i Västberlin, 1973 i Los Angeles som gästprofessor vid UCLA och 1978–1993 i Köpenhamn, innan han återvände till Sverige.
Han debuterade som författare med Kristallögat (1961), och slog igenom 1964 med Magnetisörens femte vinter, som även har filmatiserats. Internationellt fick han sitt genombrott med Legionärerna som översattes till flera språk och filmatiserades av Johan Bergenstråhle med titeln Baltutlämningen. Enquist skrev även för film och tv med manus som Strindberg, Ett liv (1985) och filmerna Il Capitano (1991) och Hamsun (1996). Som dramatiker fick han ett stort internationellt genombrott med debutpjäsen Tribadernas natt (1975). Han samarbetade med Anders Ehnmark i flera pjäser och med Ingmar Bergman i Bildmakarna på Dramaten i Stockholm 1997. Han var även verksam som regissör, både inom teater och film. Bland annat regisserade han en kontroversiell uppsättning av dramat Fröken Julie i Köpenhamn 1984.
År 1975 berömde han de röda khmerernas deportering av Phnom Penhs befolkning för tvångsarbete på landsbygden, vilket kom att förfölja honom i den svenska debatten. I självbiografin Ett annat liv ångrade han detta och menade att han då inte ens visste vem Pol Pot var.

### Privatliv
Enquist var gift första gången från 1960 med fil. mag. Margareta Ersson, med vilken han fick en son 1961 och en dotter 1968, andra gången 1980–1994 med teaterchefen Lone Bastholm och tredje gången från 1995 med Gunilla Thorgren, journalist och politiker (S). Paret var bosatt i Vaxholm.
Sonen Mats Enquist är generalsekreterare i Svensk Elitfotboll.

## Författarskap

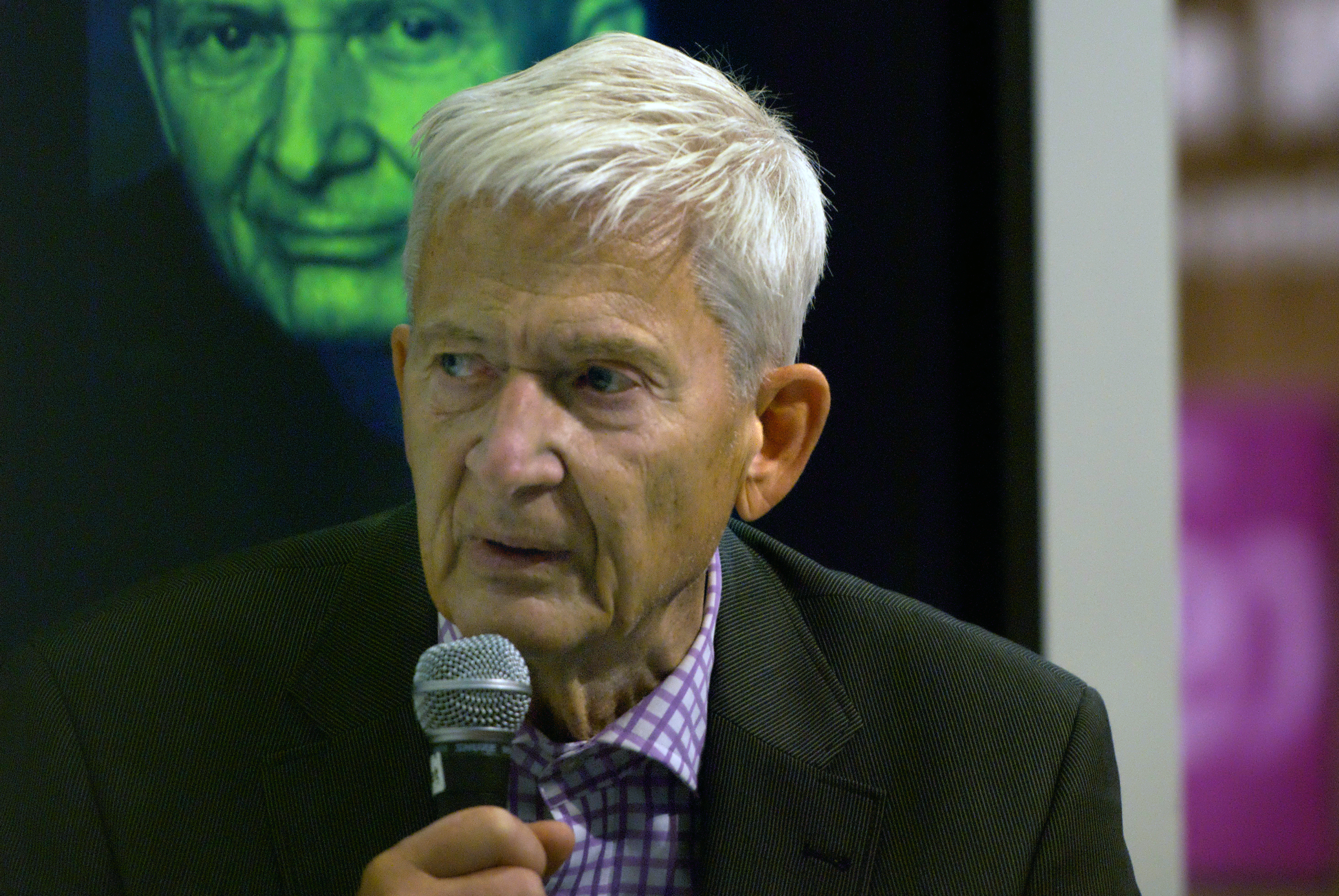
Per Olov Enquist på Bok- och biblioteksmässan 2011.

Enquist skrev romaner, dramer, krönikor och andra berättelser. Under pseudonymen Peter Husberg skrev han en collageroman, Bröderna Casey (1964), tillsammans med Leif Nylén och Torsten Ekbom. De övriga romanerna har han skrivit ensam, under eget namn. 
Enquists författarskap brottas med sanningsproblemet i etiskt och metodologiskt hänseende; centralt är spänningen mellan det subjektiva, det relativa och det absoluta, samt det objektiva, illusion och desillusion. Ett exempel på detta är berättandets ofta experimentella form som var som mest radikal på 60-talet och som i Magnetisörens femte vinter gestaltar sig genom insprängda dagboksanteckningar i berättelsen. Ett annat är en återkommande balansgång mellan fiktion och fakta, fantasi och verklighet, som yttrat sig i dokumentärromaner eller faktioner (Legionärerna) och historiska romaner (Livläkarens besök, Lewis resa). Många gånger låter Enquist oförståndiga eller obildade människor kontrasterande förmedla berättelsen, med ett mikroperspektiv på världens stora skeenden. Flera romaner handlar om faktiska personer och händelser, exempelvis Blanche och Marie (2004) om hysteriforskaren Jean Martin Charcots patient och älskarinna Blanche, hennes tillfrisknande och liv som assistent hos Marie Curie.
Uppväxten i Västerbotten och i en djupt religiös miljö lämnade spår i flera av Enquists romaner, dels språkligt i form av norrländska ordvändningar eller västerbottniska dialektinslag och lån från fromhetslitteraturen, dels tematiskt med flera verk geografiskt placerade i Västerbotten (bland andra Sekonden, Musikanternas uttåg, Kapten Nemos bibliotek), eller med beröring till väckelserörelsens historia (Lewis resa).
Romanen Livläkarens besök från 1999 blev en stor internationell framgång och belönades med Augustpriset.
Böckerna Livläkarens besök och Nedstörtad ängel finns upptagna i boken Tusen svenska klassiker.
2008 utkom Enquists självbiografi, Ett annat liv, som belönades med Augustpriset. Det var andra gången han erhöll priset; första gången var för Livläkarens besök 1999. År 2009 vann han Iris Ljudbokspris för ljudboksversionen av Ett annat liv som han själv läste in. Självbiografin uppmärksammades inte minst för författarens inträngande skildring av sin alkoholism.
Somrarna 2013–2014 var Enquist programvärd i åtta avsnitt av Allvarligt talat i Sveriges Radio. 2024 blev Enquists bidrag ur Allvarligt talat samlade och utgivna i bokform hos Norstedts.
Ett återkommande tema för kulturskribenten Enquist var under två decennier turerna kring utredningen av mordet på Olof Palme, i form av bokrecensioner och egna iakttagelser, ett ämne han 1992 också behandlade i skönlitterär form i essäsamlingen Kartritarna.
Enquist har översatt Wolf Biermanns sångtext "Ermutigung", svensk titel "Uppmuntran", som tonsatts och medtagits som nr 824 i Svenska kyrkans psalmbokstillägg Psalmer i 2000-talet.
Enquist var en av Sveriges mest framgångsrika författare utomlands, bland annat i Tyskland, och tilldelades ett stort antal internationella priser.

## Film
Utöver manus till åtta filmer, har P.O Enquist även regisserat två av dessa, nämligen Magisk cirkel, från 1995 och Från regnormarnas liv, 1998. Han framträder även i dokumentären Kapten Nemos barn från 2010.

## De sista åren

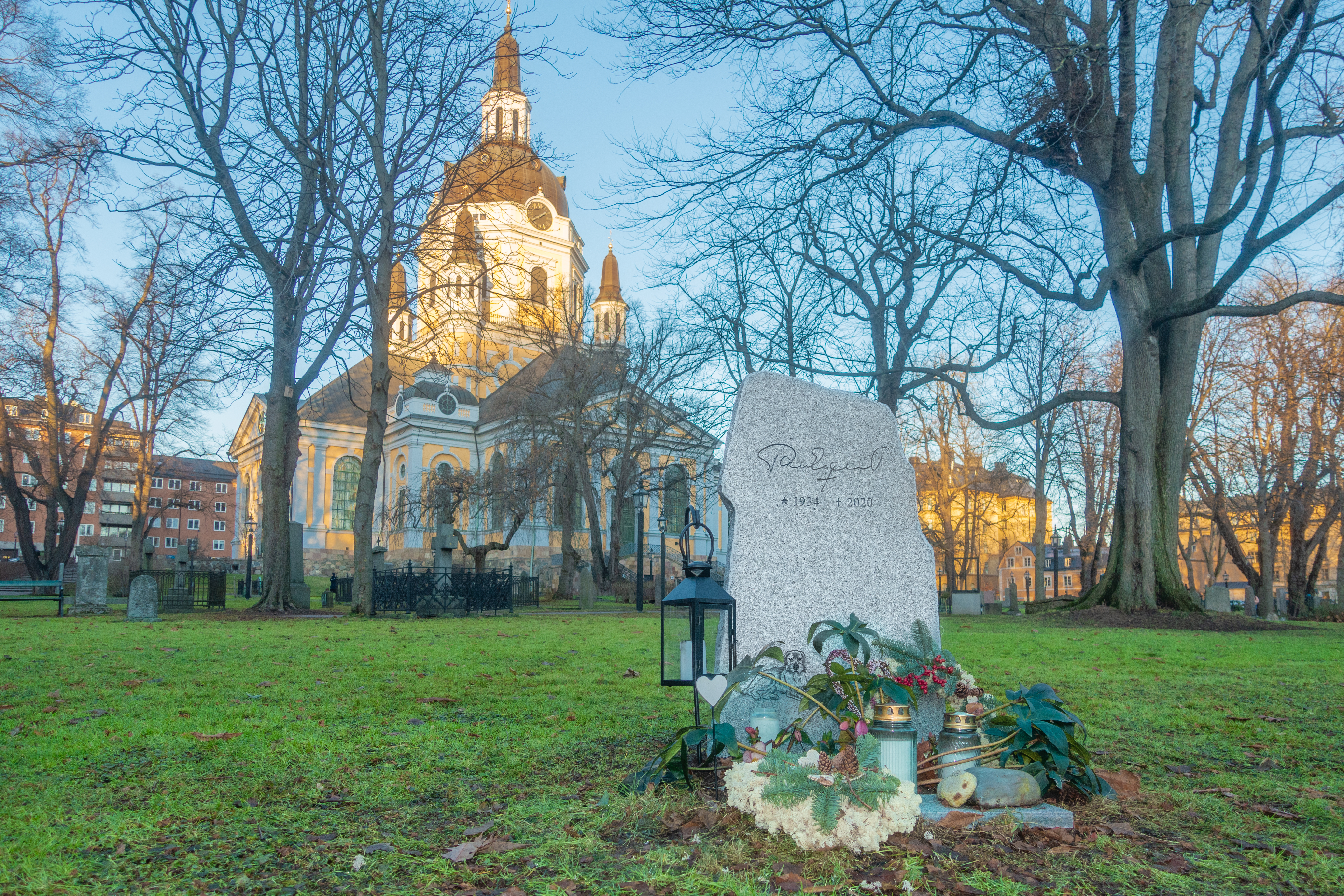
P. O. Enquists gravsten på Katarina kyrkogård.

Liknelseboken (2013) blev Enquists sista roman. Åren efter 2014 blev han mer sällsynt i offentligheten. Han ställde dock upp i några intervjuer även på senare år, bland annat i Sveriges radio våren 2018. P.O. Enquist är begravd på Katarina kyrkogård i Stockholm.

## Priser och utmärkelser
- 1966 – Svenska Dagbladets litteraturpris
- 1969 – Nordiska rådets litteraturpris för Legionärerna
- 1969 – Litteraturfrämjandets stora romanpris
- 1971 – BMF-plaketten för Sekonden
- 1975 – Signe Ekblad-Eldhs pris
- 1976 – Aniarapriset
- 1978 – Östersunds-Postens litteraturpris
- 1988 – Litteraturfrämjandets stora pris
- 1991 – Gun och Olof Engqvists stipendium
- 1992 – ABF:s litteratur- & konststipendium
- 1992 – Hedersdoktor vid Umeå universitet[27]
- 1993 – Eyvind Johnsonpriset
- 1994 – De Nios Stora Pris
- 1995 – Ivar Lo-Johanssons personliga pris
- 1996 – Guldbagge för bästa filmmanus för Hamsun
- 1997 – Stiftelsen Selma Lagerlöfs litteraturpris
- 1999 – Augustpriset för Livläkarens besök
- 1999 – BMF-plaketten för Livläkarens besök
- 2000 – Litteris et Artibus
- 2002 – Gerard Bonniers pris
- 2003 – Nelly Sachspriset
- 2003 – Independent Foreign Fiction Prize för Livläkarens besök
- 2005 – Tyska litteraturpriset Corine (utdelas av tidningen Die Zeit) för Boken om Blanche och Marie
- 2005 – Æresdoktor ved Universitetet i Oslo[28]
- 2007 - Staden Veronas ’Romeo och Julia-pris’ och staden Napolis ’Premio Napoli’ - bägge för romanen Blanche och Marie. Det sistnämnda med motiveringen: ” Romanen gestaltar den eviga frågan om konflikten mellan fantasi och verklighet, men lämnar svaret öppet för läsaren”.[29]
- 2008 – Augustpriset för Ett annat liv
- 2009 – Iris Ljudbokspris för ljudboken Ett annat liv
- 2009 – Österrikiska statens pris för europeisk litteratur. För boken ’Ett annat liv’. Juryns prismotivering: ”För att han förnyat den moderna romanen och självbiografin. -   Ja i hela det tyska språkområdet”.[30]
- 2010 – Svenska Akademiens nordiska pris
- 2011 – Hedersdoktor vid Uppsala universitet, Medicinska fakulteten[31][32]
- 2013 – Hedenvind-plaketten

### Epik
- 1961 – Kristallögat (roman)
- 1963 – Färdvägen (roman)
- 1964 – Magnetisörens femte vinter (roman)
- 1964 – Bröderna Casey (roman, med Leif Nylén och Torsten Ekbom under pseudonymen Peter Husberg)
- 1966 – Hess (roman)
- 1968 – Legionärerna. En bok om baltutlämningen (roman)
- 1969 – Mannen i båten (novell)
- 1971 – Sekonden (roman)
- 1974 – Berättelser från de inställda upprorens tid (novellsamling)
- 1978 – Musikanternas uttåg (roman)
- 1982 – Doktor Mabuses nya testamente (roman, med Anders Ehnmark)
- 1985 – Nedstörtad ängel (kortroman)
- 1991 – Kapten Nemos bibliotek (roman)
- 1999 – Livläkarens besök (roman)
- 2001 – Lewis resa (roman om Lewi Pethrus)
- 2003 – De tre grottornas berg  (barnbok)
- 2004 – Boken om Blanche och Marie (roman)
- 2008 – Ett annat liv (självbiografi)
- 2011 – Den tredje grottans hemlighet (barnbok)
- 2013 – Liknelseboken (roman)

### Facklitteratur
- 1966 – Sextiotalskritik (essäsamling, förord av P.O. Enquist)
- 1972 – Katedralen i München (essäsamling)
- 1992 – Kartritarna (essäsamling)

### Dramatik
- 1975 – Tribadernas natt
- 1976 – Chez Nous (med Anders Ehnmark)
- 1979 – Mannen på trottoaren (med Anders Ehnmark)
- 1980 – Till Fedra
- 1981 – Från regnormarnas liv
- 1986 – Maria Stuart
- 1987 – Furstespegel (med Anders Ehnmark)
- 1988 – I lodjurets timma
- 1993 – Tupilak
- 1994 – Magisk cirkel
- 1998 – Bildmakarna
- 2000 – Moskva

### Samlingar
- 1981 – En triptyk
  - Tribadernas natt
  - Till Fedra
  - Från regnormarnas liv
- 1986 – Två reportage om idrott
  - Katedralen i München
  - Mexico 86
- 1987 – Protagoras sats. På spaning efter det politiska förnuftet (med Anders Ehnmark)
  - Mannen på trottoaren
  - Chez Nous
  - Furstespegel
- 1992 – Dramatik
  - Tribadernas natt
  - Till Fedra
  - Från regnormarnas liv
  - I lodjurets timma
- 1994 – Tre pjäser
  - Magisk cirkel
  - Maria Stuart
  - Tupilak
- 2017 – Dramatik I: Kammarspelen
  - Tribadernas natt
  - Från regnormarnas liv
  - I lodjurets timma
  - Tupilak
  - Bildmakarna
  - Blanche och Marie
  - Magisk cirkel
- 2017 – Dramatik II: De politiska
  - Chez Nous
  - Mannen på trottoaren
  - Till Fedra
  - Maria Stuart
  - Moskva
  - Livläkarens besök

### Filmmanus
- 1970 – Baltutlämningen (film)
- 1985 – August Strindberg ett liv
- 1987 – Pelle Erövraren
- 1991 – Il Capitano
- 1996 – Hamsun

### Övrigt
- 2024 – Allvarligt talat med Per Olov Enquist (postum utgivning, innehåller Enquists bidrag ur radioserien Allvarligt talat 2013-2014)